# First Sunday
First Sunday conocida en Latinoamérica como No robarás el domingo es una película de comedia de 2008 de Screen Gems, escrita, producida y dirigida por David E. Talbert, es su primer largometraje.

## Trama
Durell y LeeJohn son mejores amigos y torpes delincuentes. Cuando se les dice que tienen una semana para pagar una deuda de $17,342 o Durell perderá a su hijo, se les ocurre un loco plan para robar la iglesia del vecindario. En su lugar, pasan la noche con la presencia de Dios y son obligados a tratar con mucho más de lo que esperaban.

## Elenco
- Ice Cube como Durell.
- Katt Williams como Rickey.
- Tracy Morgan como LeeJohn.
- Loretta Devine como Hermana Doris.
- Michael Beach
- Keith David como Juez B. Bennet Galloway
- Regina Hall como Omunique.
- Retta como Roberta.
- Malinda Williams como Tianna.
- Chi McBride como Pastor Arthur Mitchell.
- Clifton Powell como Oficial Eddie King.
- Nicholas Turturro como Oficial D'Agostino.
- Olivia Cole como Momma T.
- C. J. Sanders como Durell Jr.
- Rickey Smiley como Bernice Jenkins.
- Arjay Smith como Preston.
- P. J. Byrne como Asistente D.A.
- Paul Campbell como Blahka.
- Tiffany Pollard como Cliente de Omunique.

## Recepción
La película recibió críticas negativas de los críticos. A partir del 19 de febrero de 2008, el comentarista Rotten Tomatoes reportó que la película había recibido el 14% de críticas positivas, basada en 73 comentarios. Metacritic informó que la película tuvo una puntuación media de 41 sobre 100, basada en 21 comentarios.

## Lanzamiento
Fue lanzado el 11 de enero de 2008 en los Estados Unidos y Canadá y fue lanzada a lo largo de Europa en abril de 2008. La película fue lanzada en DVD el 6 de mayo de 2008. Tendrá un lanzamiento en Blue-ray, UMD y tendrá una "Edición Exclusiva" con un CD en Walmart.